# Monceau (stacja metra)

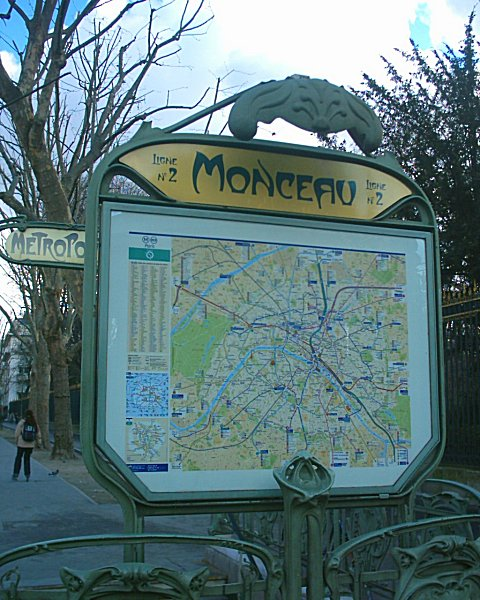
Tablica informacyjna przy wejściu do stacji

Monceau – stacja linii nr 2 metra  w Paryżu. Stacja znajduje się pomiędzy 17. a 8. dzielnicą Paryża. Została otwarta 7 października 1902 r.